# شهرستان مکون (میزوری)
شهرستان مکون، میزوری (به انگلیسی: Macon County, Missouri) یک شهرستان
 در ایالات متحده آمریکا است که در میزوری واقع شده‌است.